# CAOC
Een Combined Air Operations Centre (CAOC) is een multinationaal hoofdkwartier voor het uitoefenen van tactische en operationele controle over NAVO luchtmachten op het niveau onder Joint Force Command. CAOCs opereren binnen het NATO Integrated Air Defense System (NATINADS) framewerk, waartoe bijvoorbeeld ook het Nederlandse Air Operations Control Station Nieuw Milligen en het Belgische Control and Reporting Center op de vliegbasis Beauvechain/Bevekom behoren.
Binnen de Europese NAVO commandostructuur vallen CAOCs onder NAVO's Allied Air Command (AIRCOM), maar staan ze boven de Control and Reporting Centers, nationale airspace control centers en Regional Airspace Surveillance Coordination Centres (RASCC) zoals BALTNET dat de gezamenlijke luchtruimen van Estland, Letland en Litouwen beveiligt. Binnen het Europese deel van het verdragsgebied kan de NAVO statische en deploy-able CAOCs inzetten.
Voorgangers van de CAOCs waren Sector Operations Centres (SOC), Air Tactical Operations Centres (ATOC) and Air Defence Operations Centres (ADOC). Tot 1980 opereerden de hoofdkwartieren voor air attack and air defence onafhankelijk.

## Actieve CAOCs

Embleem van CAOC TJ, Torrejon

- Combined Air Operations Centre Uedem (CAOC UE) - Uedem, Duitsland.[2]
- Combined Air Operations Centre Torrejon (CAOC TJ) - Torrejon, Spanje.[3]
- Deployable Air Command and Control Centre (DACCC PR) - Poggio Renatico, Italië.[4][5]

## Gedeactiveerde CAOCs
- CAOC 1 - Finderup (Jutland), Denemarken (gedeactiveerd in 2008, op dezelfde locatie heropgericht als CAOC Finderup, welke in June 2013 werd samengevoegd met CAOC UE)
- CAOC 2 - Uedem, Duitsland (gedeactiveerd in 2008, op dezelfde plek heropgericht als Deployable CAOC Uedem)[6]
- CAOC 3 - Reitan, Noorwegen (gedeactiveerd in 2008, alle taken en verantwoordelijkheden werden overgeheveld naar CAOC Finderup)
- CAOC 4 - Meßstetten, Duitsland (gedeactiveerd in 2008, alle taken en verantwoordelijkheden werden overgeheveld naar CAOC UE
- CAOC 5 - Poggio Renatico, Italië (gedeactiveerd in 2013, op dezelfde locatie heropgericht als Deployable CAOC)
- CAOC 6 - Eskisehir, Turkije[7] (gedeactiveerd in 2013, alle taken en verantwoordelijkheden werden overgeheveld naar CAOC TJ)
- CAOC 7 - Larissa, Greece[8] (gedeactiveerd in 2013, alle taken en verantwoordelijkheden werden overgeheveld naar CAOC TJ)
- CAOC 8 - Torrejon, Spanje[9] (gedeactiveerd in 2013, op dezelfde locatie heropgericht als CAOC TJ)
- CAOC 9 - RAF High Wycombe, Verenigd Koninkrijk (gedeactiveerd in 2008, alle taken en verantwoordelijkheden werden overgeheveld naar CAOC Finderup)
- Balkans CAOC - Vicenza, Italië (gedeactiveerd in 2001). Dit CAOC was specifiek opgezet voor de NAVO inzet tijdens de Joegoslavische oorlogen.[10]
- CAOC 10 - Lissabon, Portugal[11] (gedeactiveerd in 2013, alle taken en verantwoordelijkheden werden overgeheveld naar CAOC TJ)
- CAOC F - Finderup, Denemarken[12] (gedeactiveerd in 2013, alle taken en verantwoordelijkheden werden overgeheveld naar CAOC UE)
- DCAOC UD - Deployable CAOC Uedem, Duitsland[13] (gedeactiveerd in 2013, op dezelfde plek heropgericht als CAOC UE)